# Quốc Huy (diễn viên)
Võ Quốc Huy (sinh ngày 29 tháng 11 năm 1986), thường được biết đến với nghệ danh Quốc Huy, là một nam diễn viên kiêm người mẫu người Việt Nam. Anh được giới truyền thông gọi là Huỳnh Tông Trạch phiên bản Việt Nam nhờ ngoại hình chuẩn nam tính của mình.

## Tiểu sử
Quốc Huy là một nam diễn viên sinh ra tại Cần Thơ. Anh từng học và tốt nghiệp tại Trường Đại học Sân khấu – Điện ảnh Thành phố Hồ Chí Minh. Anh lần đầu diễn thử khi đang là sinh viên năm nhất của trường Sân khấu – Điện ảnh. Từ đó, anh được nhận vai Hoàng "lãng tử" trong phim Ngũ quái Sài Gòn của đạo diễn Nguyễn Trọng Nghĩa.

## Danh sách phim

### Truyền hình
| Năm  | Tựa phim                      | Vai diễn            | Đạo diễn                                            | Kênh       | Nguồn             |
| ---- | ----------------------------- | ------------------- | --------------------------------------------------- | ---------- | ----------------- |
| 2006 | Ngũ quái Sài Gòn              | Hoàng lãng tử       | Nguyễn Trọng Nghĩa                                  | HTV9       | [ 3 ]             |
| 2007 | Ván cờ tình yêu               |                     | Trần Cảnh Đôn                                       | HTV9       | [ 4 ]             |
| 2008 | Chuyện tình công ty quảng cáo | Lượm                | Lê Hùng Phương                                      | HTV9       |                   |
| 2009 | Cô nàng bất đắc dĩ            | Phát                | Xuân Cường                                          | VTV3       |                   |
| 2009 | Taxi                          | Hiếu                | Phạm Ngọc Châu                                      | HTV9       |                   |
| 2010 | Hai gia đình                  | Đại Tuấn            | Trần Bảo Ngọc / Đỗ Trọng Hiếu / Nguyễn Thị Kim Thoa | HTV7       |                   |
| 2011 | Bí kíp                        | Chính               | Đỗ Mai Nhất Tuấn / Trương Thanh Minh                | HTV7       |                   |
| 2012 | Nơi tình yêu ở lại            | Gia Hoàng           | Nguyễn Trọng Hải                                    | SCTV14     |                   |
| 2012 | Romeo và Juliet Việt Nam      | Quang Minh          | Ethan Trần                                          | SCTV14     |                   |
| 2014 | Tết này con có cha            | Hoàng               | Đặng Minh Quang                                     |            |                   |
| 2014 | Như giọt sương ngủ muộn       | Trọng               | Dương Nam Quan                                      | Let's Viet |                   |
| 2014 | Khung trời mơ ước             | Nam Sơn             | Tô Quốc Nam / Võ Thị Nhị Hà                         | HTV9       |                   |
| 2015 | Đò đọc                        |                     | Lê Hùng Phương                                      | HTV9       |                   |
| 2015 | Tiếng cú đêm                  | Nam                 | Lê Hướng Nam                                        | THVL1      |                   |
| 2015 | Bữa tối của diều hâu          | Long                | Nguyễn Lê Minh                                      | Let's Viet |                   |
| 2015 | Hận thù hóa giải              |                     | Nguyễn Lê Minh                                      | VTV1       |                   |
| 2015 | Mặn hơn muối                  | Thiện               | Nhâm Minh Hiền                                      | HTV7       | [ 5 ]             |
| 2016 | Đường chân trời               | Tuấn                | Dương Nam Quan                                      | SCTV14     |                   |
| 2016 | Mai anh đào                   | Dương               | Nhâm Minh Hiền                                      | SCTV14     | [ 6 ]             |
| 2016 | Minh tâm kỳ án                | Quang Thuận         | Chu Thiện                                           | HTV9       | [ 7 ]             |
| 2016 | Hợp đồng định mệnh            | Ông Thiện (lúc trẻ) | Nguyễn Dương                                        | HTV9       |                   |
| 2016 | Dã tâm thiên thần             | Nam Kha             | Trần Quang Đại                                      | HTV9       |                   |
| 2017 | Mẹ hổ dạy con dâu             | Thiện Khiêm         | Nhâm Minh Hiền                                      | SCTV14     |                   |
| 2017 | Đuổi theo bóng mình           | Phúc                | Bùi Nam Yên                                         | SCTV14     |                   |
| 2017 | Con đường hoàn lương          | Vũ Điếm             | Nhâm Minh Hiền                                      | THVL1      |                   |
| 2018 | Con hảo hán, ba không ngán    | Thịnh               | Hoàng Sơn                                           | VTV1       | [ 8 ]             |
| 2018 | Không như ngày hôm qua        | An                  | Nguyễn Lê Minh                                      | VTV9       |                   |
| 2018 | Mật mã hoa hồng vàng          | Xấu                 | Quách Khoa Nam                                      | THVL1      | [ 9 ]             |
| 2018 | Cõi mộng                      | Tèo                 | Võ Việt Hùng / Nguyễn Tấn Phước                     | VTV8       |                   |
| 2018 | Trang trại hoa hồng           | Phong               | Dương Nam Quan                                      | VTV1       | [ 10 ] [ 11 ]     |
| 2019 | Cậu bé nước nam               | Thiệt               | Quách Khoa Nam                                      | THVL1      |                   |
| 2019 | Tiếng sét trong mưa           | Thanh Bình          | Nguyễn Phương Điền                                  | THVL1      | [ 12 ] [ 13 ]     |
| 2019 | Đánh cắp giấc mơ              | Đức                 | Nguyễn Phương Điền                                  | VTV3       | [ 14 ]            |
| 2020 | Hoa vẫn nở mùa đông           | Kỳ Lân              | Quách Khoa Nam                                      | SCTV14     |                   |
| 2020 | Vua bánh mì                   | Hữu Nguyện          | Nguyễn Phương Điền                                  | THVL1      | [ 15 ]            |
| 2021 | Thương con cá rô đồng         | Đạo / Tư Thiệt      | Hoàng Tuấn Cường                                    | VTV3       | [ 16 ]            |
| 2021 | Nghiệp sinh tử (phần 3)       | Trọng Nghĩa         | Bùi Ngọc Nam Phương                                 | THVL1      |                   |
| 2021 | Kẻ thủ ác                     | Ngọc Minh           | Hiếu Dân                                            | THVL1      |                   |
| 2021 | Nơi tình yêu bắt đầu          | Khánh               | Nguyễn Thu                                          |            |                   |
| 2022 | Công thức hạnh phúc           | Hoàng Khải          | Dương Ngọc Của                                      | HTV7       |                   |
| 2022 | Tiệm sà bì chưởn              | Đạo Diễn Mới        | MC Lương                                            |            | (Khách mời tập 6) |
| 2022 | Đây là ông già của tao        | Quốc Bảo            | Nguyễn Phạm Hoàng Hải                               |            |                   |
| 2022 | Hành trình công lý            | Mạnh Quân           | Nguyễn Mai Hiền                                     | VTV3       |                   |
| 2022 | Thời mở cửa                   |                     | Nguyễn Phương Điền                                  |            |                   |
| 2023 | Người thầm lặng               | Châu Vĩnh           | Nguyễn Dương                                        | THVL1      |                   |
| 2023 | Đuổi bắt thanh xuân           | Vũ Huy Thanh        | Ngọc Tưởng                                          | VTV9       |                   |
| 2024 | Ván cờ danh vọng              | Huy Hoàng           | Nguyễn Quang Minh                                   | VTV9       |                   |
| 2025 | Gió ngược chiều               | Chí Thiện/Tèo       |                                                     | THVL1      |                   |

### Điện ảnh
| Năm  | Tựa phim                      | Vai diễn | Đạo diễn         | Nguồn |
| ---- | ----------------------------- | -------- | ---------------- | ----- |
| 2011 | Long Ruồi                     | Gà       | Charlie Nguyễn   |       |
| 2023 | Vong nhi                      | Tùng     | Hoàng Tuấn Cường |       |
| 2023 | Người vợ cuối cùng            | Kiên     | Victor Vũ        |       |
| 2025 | Thám tử Kiên: Kỳ án không đầu | Kiên     | Victor Vũ        |       |

## Giải thưởng
| Năm  | Giải thưởng   | Hạng mục                                 | Tác phẩm đề cử       | Kết quả   | Nguồn  |
| ---- | ------------- | ---------------------------------------- | -------------------- | --------- | ------ |
| 2018 | Ngôi Sao Xanh | Nam diễn viên truyền hình xuất sắc nhất  | Con đường hoàn lương | Đề cử     |        |
| 2023 | Ngôi Sao Xanh | Nam diễn viên điện ảnh phụ xuất sắc nhất | Người vợ cuối cùng   | Đoạt giải | [ 17 ] |